# Conistra neurodes
Conistra neurodes là một loài bướm đêm trong họ Noctuidae.